# Comuna Zvoriștea, Suceava
Zvoriștea este o comună în județul Suceava, Moldova, România, formată din satele Buda, Dealu, Poiana, Slobozia, Stânca, Stâncuța, Șerbănești și Zvoriștea (reședința).
Până la reforma administrativă din 1950 a făcut parte din județul Dorohoi.

## Așezare geografică
Comuna Zvoriștea este o localitate rurală așezată în nord–estul României, pe culoarul Siretului, situată la o altitudine cprinsă între 270 – 500 m, încadrată administrativ în județul Suceava.
Teritoriul are caracter depresionar (Depresiunea Mândrești), situat în partea nord-estică a podișului Sucevei, fiind străbătut de la nord la sud-est de râul Siret și făcând trecerea dintre unitatea montană a Carpaților Orientali și depresiunea Jijia – Bahlui, dintre domeniul montan, forestier la cel de câmpie deluroasă, stepică.
Comuna Zvoriștea are ca vecini:
- la nord-est - comuna Vârfu Câmpului cu satele: Hăpăi, Maghera și Vârfu Câmpului;
- la est - comuna Hânțești cu satul Berești;
- la sud-est - comuna Adâncata cu satul Călugăreni;
- la sud - comuna Mitocu Dragomirnei;
- la vest - comuna Zamostea cu satele Tăutești și Nicani;
- la nord-vest - comuna Calafindești.

## Comuna
Comuna Zvoriștea are în componența sa opt sate: Zvoriștea, Șerbănești, Dealu și Poiana – atestate documentar la 30 martie 1392, fiind sate cu o străveche și neîntreruptă conviețuire și Buda, Stânca, Stâncuța și Slobozia.
Are o suprafață de 65,94 kmp și ocupă locul 39 (în ordine descrescătoare) între cele 90 de localități ale județului Suceava; reprezintă 0,028% din suprafața României.

## Obiective turistice
- Biserica Adormirea Maicii Domnului din Zvoriștea - monument istoric datând din anul 1782
- Biserica de lemn din Zvoriștea - capelă veche de cimitir(nu mai există)
- Biserica de lemn din Șerbănești[5]
- Conacul boieresc din Zvoriștea - construit în anul 1904 și distrus în totalitate de un incendiu la data de 14 decembrie 2014 [6]
- Conacul boieresc de lângă Biserica Adormirea Maicii Domnului din Zvoriștea

## Demografie
Componența etnică a comunei Zvoriștea
     Români (94,87%)
     Alte etnii (0,09%)
     Necunoscută (5,04%)
Componența confesională a comunei Zvoriștea
     Ortodocși (85,83%)
     Penticostali (8,6%)
     Alte religii (0,36%)
     Necunoscută (5,21%)
Conform recensământului efectuat în 2021, populația comunei Zvoriștea se ridică la 5.814 locuitori, în scădere față de recensământul anterior din 2011, când fuseseră înregistrați 6.124 de locuitori. Majoritatea locuitorilor sunt români (94,87%), iar pentru 5,04% nu se cunoaște apartenența etnică. Din punct de vedere confesional, majoritatea locuitorilor sunt ortodocși (85,83%), cu o minoritate de penticostali (8,6%), iar pentru 5,21% nu se cunoaște apartenența confesională.

## Politică și administrație
Comuna Zvoriștea este administrată de un primar și un consiliu local compus din 15 consilieri. Primarul, Constantin Barariu[*], de la Partidul Social Democrat, este în funcție din 2000. Începând cu alegerile locale din 2024, consiliul local are următoarea componență pe partide politice:
|  | Partid                          | Consilieri | Componența Consiliului | Componența Consiliului | Componența Consiliului | Componența Consiliului | Componența Consiliului | Componența Consiliului | Componența Consiliului | Componența Consiliului | Componența Consiliului |
|  | ------------------------------- | ---------- | ---------------------- | ---------------------- | ---------------------- | ---------------------- | ---------------------- | ---------------------- | ---------------------- | ---------------------- | ---------------------- |
|  | Partidul Social Democrat        | 9          |                        |                        |                        |                        |                        |                        |                        |                        |                        |
|  | Partidul Național Liberal       | 4          |                        |                        |                        |                        |                        |                        |                        |                        |                        |
|  | Alianța pentru Unirea Românilor | 1          |                        |                        |                        |                        |                        |                        |                        |                        |                        |
|  | Orhei Constantin-Ionuț          | 1          |                        |                        |                        |                        |                        |                        |                        |                        |                        |